# Velyka Novosilka
Velyka Novosilka (Oekraïens: Велика Новосілка) is een plaats en een gemeente in het oosten van Oekraïne in de oblast Donetsk met 5235 inwoners (2022). Het is ook bekend als Bolshaya Yanisol.
Begin 2022 viel Rusland Oekraïne binnen. In juni 2023 begon Oekraïne met een groot tegenoffensief op drie fronten, waaronder ten zuiden van Velyka Novosilka. Doel was de landverbinding tussen Rusland en de Krim, die in Russische handen is sinds 2014, te blokkeren. Begin 2025 werd de plaats grotendeels omsingeld door Russische troepen en op 26 januari 2025 kwam Velyka Novosilka geheel onder Russische controle.

## Geboren
- Taras Stepanenko (1989), Oekraïens voetballer